# Хапсалис, Александр Антонович
Александр Антонович Хапсалис (род. 17 октября 1957, Талгар, Алма-Атинская область) — советский футболист. Выступал на позициях — нападающий, левый полузащитник и защитник. Мастер спорта СССР международного класса (1980).

## Биография
Родился и до 1971 года жил в городе Талгар в 20 км от Алма-Аты, где его родители работали учителями в школе. По национальности — грек. Семья отца в 1949 году была выслана из Одесской области в Казахстан.
Воспитанник Талгарской детской и юношеской спортивной школы — с 1968 года и спортинтерната № 8 города Алма-Аты — с 1971 года. С 1973 года играл в дубле «Кайрата», потом за основную команду. В 1975 году на международном турнире в Ташкенте стал лучшим бомбардиром и был признан сильнейшим нападающим. После турнира к Хапсалису подошёл тренер киевского «Динамо» Михаил Коман и сказал, что его хочет посмотреть Валерий Лобановский.
Однако поскольку Хапсалис был уже в призывном возрасте, потребовались методы конспирации, чтобы перевезти его из Алма-Аты в Киев. Ему пришлось лететь под другой фамилией, в парике, в шапке-ушанке.
С 1976 года играл за дубль «Динамо» Киев, а с 1978 года — за основу. Постепенно стал одним из ведущих игроков команды. В июле 1982 года из-за конфликта с Лобановским покинул команду. В 1983 году стал играть за «Динамо» Москва, где особых успехов не добился (за исключением победы в Кубке СССР 1984). В сентябре 1985 покинул команду из-за серьёзных разногласий с главным тренером Эдуардом Малофеевым.
В еврокубковых турнирах провёл 19 матчей, забил 5 мячей.
Полгода не играл, жил в Киеве. В апреле 1986 года стал выступать за команду 2-й лиги СКА Киев. Затем играл в «Колосе» Никополь — 1987-88, и «Звезде» Кировоград — 1989.
Во время выступлений за советские клубы врачи поставили диагноз «порок сердца». В ответ на запрет играть Хапсалис написал бумагу, что если умрет на футбольном поле, то врачи будут не виноваты, и продолжал с успехом выходить на поле.
В 1990 году уехал ко второй жене в Ленинград, где стал играющим тренером в «Кировце». За команду играл до июля 1991 года. В это время жена поехала в Лос-Анджелес на гастроли (она была танцовщицей, солисткой ленинградского мюзик-холла) и осталась учиться в колледже на косметолога. Отучилась, получила право на работу, устроилась в агентство моделей — и вызвала мужа. В конце 1991 года, по окончании сезона, Хапсалис вылетел в США.
В США спустя несколько месяцев ему позвонил из Сан-Диего друг и экс-одноклубник по московскому «Динамо» Александр Головня, который играл в профессиональной мини-футбольной лиге за клуб «Сан-Диего Сокерз». За команду отыграл 1,5 года и стал чемпионом США по мини-футболу в 1993 году. При этом признался позже, что при заключении контракта пошёл на подлог и скинул себе 4 года.
По окончании карьеры взялся за организацию собственной футбольной школы. В настоящее время — владелец и тренер футбольной школы Dynamo Soccer School в Лос-Анджелесе. Работает с детьми (в основном — выходцами из советских эмигрантских семей), доводит их до определённого уровня и отдаёт в профессиональные юношеские клубы.
Стал тренировать две команды в местном клубе и работать футбольным тренером в одной частной школе.
Стал играть за «Динамо» (Лос-Анджелес), команду выходцев из СССР.

## Стиль игры
Резкий, легкий, отлично координированный, обладал высокой стартовой скоростью, смело шёл в борьбу с защитниками, постоянно стремился создать остроту в атаке. Отличался азартом, боевитостью, умел повести за собой партнёров— .

## Семья
1-я жена — Гаяне, профессионально занималась художественной гимнастикой, работала хореографом у Альбины Дерюгиной, от брака — двое взрослых сыновей, Леонид и Андрей. Женат 2-й раз. Во втором браке имеет сына и дочь.

## Достижения
- Чемпион СССР (2): 1980, 1981
- Обладатель Кубка СССР 1978, 1982, 1984
- Серебряный призёр чемпионата СССР 1978 года.
- Бронзовый призёр чемпионата СССР 1979 года.
- Победитель юношеского чемпионат Европы 1976 года.
- Победитель молодёжного чемпионат Европы 1980 года.
- Чемпион США по мини-футболу 1993 года.
- Включался в списки 33-х лучших футболистов СССР под № 2 в 1980 году.